# 올리브 가지

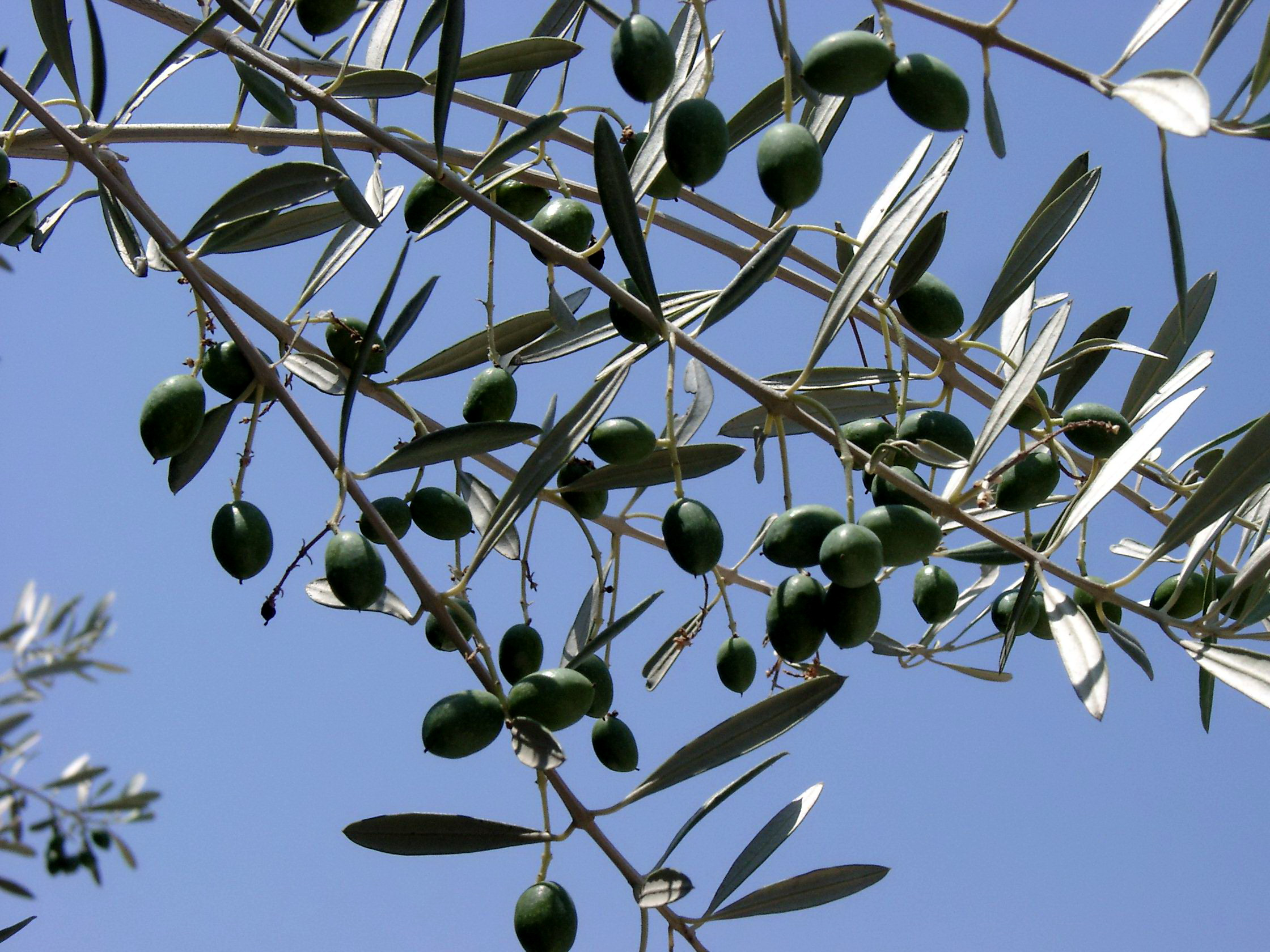

올리브 가지는 평화의 상징이다. 이는 고대 그리스, 고대 로마의 관습과 관련이 있으며, 신과 권력자들에 대한 간구와도 연결된다. 마찬가지로, 이는 지중해 분지의 대부분의 문화에서 발견되며 현대 세계에서는 거의 보편적인 평화의 상징이 되었다.

## 그리스-로마 세계
그리스 전통에서 하이케테리아(ἱκετηρια)는 권력자에게 다가갈 때나 신전에서 신에게 간구할 때 자신의 지위를 보여주기 위해 간청자가 들고 있는 올리브 가지였다.
그리스 신화에서 아테나는 아테네를 차지하기 위해 포세이돈과 경쟁했다. 포세이돈은 자신의 삼지창을 아크로폴리스에 밀어넣었고 그곳에서 바닷물이 샘솟았다. 아테나는 우물 옆에 첫 번째 올리브 나무를 심어 소유권을 얻었다. 신들과 여신들의 법정은 아테나가 땅에 더 나은 선물을 주었기 때문에 그 땅에 대한 더 나은 권리를 가지고 있다고 판결했다. 올리브 화환은 신부가 착용하고 올림픽 우승자에게 수여되었다.
올리브 가지는 로마 제국 동전에 있는 에이레네의 속성 중 하나였다. 예를 들어, 서기 70~71년 알렉산드리아에서 발견된 베스파시아누스의 사분면의 뒷면에는 에이레네가 오른손에 나뭇가지를 위쪽으로 들고 서 있는 모습이 나와 있다.

## 같이 보기
- 에피메니데스
- 유엔기
- 평화의 기
- 평화 운동
- 평화 기호
- 평화주의